# Социалдемократическа партия на Босна и Херцеговина
Социалдемократическа партия на Босна и Херцеговина (на босненски: Socijaldemokratska Partija Bosne i Hercegovine, SDP BiH) е социалдемократическа политическа партия в Босна и Херцеговина.

## История
Социалдемократическата партия на Босна и Херцеговина е основана на 27 декември 1992 г. от Нияз Дуракович, тя е наследник на Съюзът на комунистите на Босна и Херцеговина.